# Dysbatus doliopa
Dysbatus doliopa là một loài bướm đêm trong họ Geometridae.